# Wreck (Fernsehserie)
Wreck (englisch für „Schiffbruch“/„Wrack“) ist eine britische Horrorkomödie-Fernsehserie von Ryan J. Brown. Die Slasher-Serie mit Oscar Kennedy und Thaddea Graham in den Hauptrollen handelt von Morden auf einem Kreuzfahrtschiff. Bisher erschienen zwei Staffeln im Oktober 2022 und März 2024 bei BBC Three; in Deutschland erschien die erste im Dezember 2022 bei Amazon Freevee.

## Handlung
Der 19-jährige Jamie Walsh heuert unter falschem Namen bei dem Unterhaltungs-Kreuzfahrtschiff Sacramentum der Reederei Velorum an, nachdem seine Schwester Pippa dort angeblich Selbstmord begangen habe, um herauszufinden, was ihr passiert ist. Dabei entdeckt er, während ein Serienkiller im Kostüm des Entenmaskottchens tätig ist, einen Konflikt um die Drogenherrschaft zwischen den Schiffsoffizieren und der philippinischen Mafia und einen Mörderring an Crewmitgliedern zur Unterhaltung der Gäste erster Klasse.

## Episodenliste

### Staffel 1
| Nr.  | dt. Titel               | Originaltitel           | Drehbuch    | Regie         | Veröffentlichung | Veröffentlichung | Veröffentlichung      |
| Nr.  | dt. Titel               | Originaltitel           | Drehbuch    | Regie         | UK (BBC iPlayer) | UK (BBC Three)   | Dtl. (Amazon freevee) |
| ---- | ----------------------- | ----------------------- | ----------- | ------------- | ---------------- | ---------------- | --------------------- |
| 1.01 | Die Glücksente          | Ship of Dreams          | Chris Baugh | Ryan J. Brown | 9. Okt. 2022     | 9. Okt. 2022     | 15. Dez. 2022         |
| 1.02 | Das Tattoo              | Catch of the Day        | Chris Baugh | Ryan J. Brown | 9. Okt. 2022     | 10. Okt. 2022    | 15. Dez. 2022         |
| 1.03 | Showtime!               | Showtime!               | Chris Baugh | Ryan J. Brown | 9. Okt. 2022     | 16. Okt. 2022    | 15. Dez. 2022         |
| 1.04 | Der Sacramentum-Slasher | The Sacramentum Slasher | Chris Baugh | Ryan J. Brown | 9. Okt. 2022     | 17. Okt. 2022    | 15. Dez. 2022         |
| 1.05 | Die Nadel im Heuhaufen  | Needle in a Gaystack    | Chris Baugh | Ryan J. Brown | 9. Okt. 2022     | 23. Okt. 2022    | 15. Dez. 2022         |
| 1.06 | Die große Show          | Water off a Duck’s Back | Chris Baugh | Ryan J. Brown | 9. Okt. 2022     | 24. Okt. 2022    | 15. Dez. 2022         |

### Staffel 2
| Nr.  | dt. Titel | Originaltitel          | Drehbuch     | Regie         | Veröffentlichung | Veröffentlichung | Veröffentlichung      |
| Nr.  | dt. Titel | Originaltitel          | Drehbuch     | Regie         | UK (BBC iPlayer) | UK (BBC Three)   | Dtl. (Amazon freevee) |
| ---- | --------- | ---------------------- | ------------ | ------------- | ---------------- | ---------------- | --------------------- |
| 2.01 | –         | Gay Miles per Hour     | Chris Baugh  | Ryan J. Brown | 26. März 2024    | 26. März 2024    | 5. Juli 2024          |
| 2.02 | –         | Did You Miss Me?       | Chris Baugh  | Ryan J. Brown | 26. März 2024    | 27. März 2024    | 5. Juli 2024          |
| 2.03 | –         | Hold the Line          | Chris Baugh  | Ryan J. Brown | 26. März 2024    | 2. Apr. 2024     | 5. Juli 2024          |
| 2.04 | –         | Disposable             | Louis Paxton | Ryan J. Brown | 26. März 2024    | 3. Apr. 2024     | 5. Juli 2024          |
| 2.05 | –         | Gaylords of the Galaxy | Louis Paxton | Ryan J. Brown | 26. März 2024    | 9. Apr. 2024     | 5. Juli 2024          |
| 2.06 | –         | You Can Let Go Now     | Louis Paxton | Ryan J. Brown | 26. März 2024    | 10. Apr. 2024    | 5. Juli 2024          |

## Besetzung und Synchronisation
Die deutschsprachige Synchronisation entsteht nach Dialogbüchern und unter der Dialogregie von Karlo Hackenberger durch die Arena Synchron GmbH.
| Rolle             | Funktion                                  | Darsteller           | Ep. (HR)        | Ep. (NR)                    | Synchronsprecher    |
| Hauptfiguren      | Hauptfiguren                              | Hauptfiguren         | Hauptfiguren    | Hauptfiguren                | Hauptfiguren        |
| ----------------- | ----------------------------------------- | -------------------- | --------------- | --------------------------- | ------------------- |
| Jamie Walsh       | Pippas Bruder, Crewmitglied               | Oscar Kennedy        | 1.01–2.06       |                             | Sebastian Kluckert  |
| Vivian Lim        | Crewmitglied, Jamies Helferin             | Thaddea Graham       | 1.01–2.06       |                             | Friedel Morgenstern |
| Danny Jones       | Entertainment-Mitglied, erstes Opfer      | Jack Rowan           | 1.01–1.02, 1.06 |                             | Amadeus Strobl      |
| Olli Reyes        | Crewmitglied, im Verlauf Jamies Partner   | Anthony Rickman      | 1.01–2.01       | 2.02, 2.04–2.06             | Lucas Wecker        |
| Sam Rhodes        | Schiffsoffizier                           | Louis Boyer          | 1.01–1.06       | 2.03                        | Nico Sablik         |
| Sophia Leigh      | Entertainment-Mitglied                    | Alice Nokes          | 1.01–2.04, 2.06 |                             | Marie Hinze         |
| Cormac Kelly      | blinder Passagier, Jamies Freund          | Peter Claffey        | 1.01–2.06       |                             | Johannes Raspe      |
| Rosie Preston     | Cher-Darstellerin, Cormacs Partnerin      | Miya Ocego           | 1.01–2.06       |                             |                     |
| Pippa Walsh       | Jamies verschwundene Schwester            | Jodie Tyack          | 2.01–2.06       | 1.01–1.06                   | Anne Helm           |
| Lauren Thompson   | Crewmitglied                              | Amber Grappy         | 2.01–2.06       | 1.01–1.06                   | Samina König        |
| Nebenfiguren      |                                           |                      |                 |                             |                     |
| Karen McIntyre    | Crewmanagerin                             | Harriet Webb         |                 | 1.01–1.06, 2.02–2.06        | Peggy Sander        |
| Beaker            | Schiffsoffizier                           | Warren James Dunning |                 | 1.01–2.06                   | Marcel Collé        |
| Hamish Campbell   | Entertainment-Mitglieder                  | James Phoon          |                 | 1.01–2-01                   |                     |
| Bethany-May       | Entertainment-Mitglieder                  | Ali Hardiman         |                 | 1.01–2-01                   | Leonie Dubuc        |
| Amy #1            | Entertainment-Mitglieder                  | Melissa Dilber       |                 | 1.01–2-01                   | Sabrina Schwarz     |
| Amy #2            | Entertainment-Mitglieder                  | Merih Dilber         |                 | 1.01–2-01                   | Anni C. Salander    |
| Dolce Rodriguez   | Reinigungschefin                          | Georgia Goodman      |                 | 1.01–1.04, 1.06             |                     |
| Henry Allan       | Direktor des Schiffs                      | Donald Sage Mackay   |                 | 1.01–1.03, 1.05–1.06, 2.03  | Thomas Nero Wolff   |
| Jerome DuPont     | Crewmitglied                              | Diego Andres         |                 | 1.01–1.03, 1.05–1.06        | Marco Eßer          |
| Jenny Taylor      | Crewmitglied                              | Louise Parker        |                 | 1.01–1.02, 1.06             | Moira May           |
| Brian/Gloria Hole | Dragqueen                                 | Panti Bliss          |                 | 1.01, 1.03, 1.06–2.01, 2.06 |                     |
| Lily              | reicher Gast, Vivians Partnerin           | Ramanique Ahluwalia  |                 | 1.02–2.01                   | Nurcan Özdemir      |
| das Baby          | Tätowierer                                | Francis Flores       |                 | 1.02–1.03, 1.05–2.02, 2.06  |                     |
| Nile              | Lilys Stiefbruder                         | Ned Costello         |                 | 1.03–1.06                   |                     |
| Devon Deveraux    | Mitglied der Familie, der Velorum gehört  | Niamh Walsh          |                 | 2.01–2.06                   |                     |
| Jean              | Devons persönlicher Assistent             | Sam Buttery          |                 | 2.01–2.06                   |                     |
| Ben Matthews      | Velorum-Arbeiter bei Exodum               | Orlando Norman       |                 | 2.01–2.05                   |                     |
| Tristan           | Event-Arbeiter bei Exodum                 | Buck Braithwaite     |                 | 2.01–2.05                   |                     |
| Joseph Murphy     | Psychiater bei Exodum                     | Greg Austin          |                 | 2.01–2.05                   |                     |
| Owen Deveraux     | Oberhaupt der Familie, der Velorum gehört | Alan Dale            |                 | 2.04–2.06                   |                     |
| Thomas Deveraux   | Owens Sohn, COO von Velorum               | Joseph Arkley        |                 | 2.04–2.06                   |                     |

## Produktion und Ausstrahlung
Der englische Fernsehsender BBC Three gab Ende März 2021 die Serie unter dem Arbeitstitel Wrecked in Auftrag durch die Produktionsfirma Euston Films, die zu Fremantle gehört. Die Serie stammt von Ryan J. Brown. Der Autor nannte als Einflüsse für die Coming-of-Age-Story die Cleverness der Teenager aus Scream, die Atmosphäre aus The Shining und aus Cabin in the Woods die Mythologie eines Oben und Unten. Daneben war es Brown, der selbst schwul ist, wichtig, LGBT-Themen und -Beziehungen in den Vordergrund zu stellen mit einer schwulen und einer lesbischen Hauptfigur. Diese wurden mit Oscar Kennedy aus Ladhood und Thaddea Graham von der Bande aus der Baker Street besetzt; weitere bekannte Darsteller sind etwa Jack Rowan aus Peaky Blinders und Harriet Webb aus I May Destroy You. Die Dreharbeiten der ersten Staffel unter Regisseur Chris Baugh, der zuvor den Film Boys from County Hell gedreht hatte, fanden ab März 2022 in Nordirland statt. Das Innere des Kreuzfahrtschiffs wurde in einer Lagerhalle in Ballymena errichtet.
Die erste Staffel wurde bei der BBC am 9. Oktober 2022 veröffentlicht. Tage vorher gab Brown bekannt, dass er bereits an einer zweiten Staffel arbeite und mindestens drei Staffeln plane. Am 29. Oktober erfolgte die offizielle Verlängerung der Serie. Die zweite Staffel spielt im Gegensatz zur ersten auf Land in Slowenien und wurde etwa auf Landgütern in Ballywalter und Ballymoney gedreht. Einflüsse an ländlichen oder wäldlichen Slashern waren diesmal Freitag der 13., Evil Dead, The Final Girls und der bekannteste Folk-Horror The Wicker Man. Der Besetzung traten neu unter anderen Bradley Riches aus Heartstopper und Alan Dale bei. Die zweite Staffel wurde veröffentlicht am 26. März 2024.
Die erste Staffel erschien in Deutschland bei Amazon Freevee am 15. Dezember 2022 und in den Vereinigten Staaten bei Hulu am 1. März 2023.

## Rezeption
Britische LGBT-Medien zählten die erste Staffel zu den besten LGBT-Serien des Jahres 2022. Beispielsweise schrieb Emily Maskell von Attitude, die Serie halte die Nuancen eines Coming-of-Age-Dramas im Gleichgewicht mit der nervenzerreißenden Spannung des Horrors, und lobte, dass die LGBT-Figuren nicht tokenistisch seien. Benji Wilson vom Telegraph, der vier von fünf Sternen vergab, lobte die ansteckende Energie der Serie und nannte sie „Tod auf dem Nil mit ADHS“. Elizabeth Gregory vom Standard kritisierte allerdings, dass die Handlung mit jeder Episode verschlungener werde und die Zuschauer wie in einer Pinball-Maschine von einem verrückten Handlungsstrang zum nächsten führe. „Leider ist die Wurzel des Problems für Wreck, dass die Ideen nicht nahtlos zusammenpassen. Alles scheint ein bisschen zerstreut, und jeder Strang damit zu kämpfen, sich vollständig zu entwickeln, ob es um den zentralen Thriller-Plot oder die tieferen Beziehungen zwischen Figuren geht.“
Alastair James von der Attitude befindet die zweite Staffel für größer, besser und witziger als zuvor. Brown habe alles hochgeschraubt in einer selbstbewussteren, smarteren und mutigeren Vorstellung. Nachdem die erste Staffel sich klugerweise auf die Figuren konzentriert habe, gebe es nun einen stärkeren Schwerpunkt auf die Horror-Aspekte der Serie mit einigen wirklich packenden Momenten und Sequenzen. Auch der Humor sei gesteigert mit Momenten zum Loslachen, die Leichtigkeit in die ansonsten dunkle Stimmung bringen.